# Dungeon (revista)
Dungeon (originalmente publicada como Dungeon: Adventures for TSR Role-Playing Games) foi uma das duas revistas oficiais sobre o jogo de RPG Dungeons & Dragons, juntamente com a Dragon.
Foi publicado pela primeira vez pela TSR, Inc. em 1986 como um periódico bimestral. Passou a ser distribuída mensalmente em maio de 2003 e encerrou completamente a publicação impressa em setembro de 2007 com a edição nº 150.  A partir de 2008, tanto a Dungeon como a Dragon passaram a ser publicadas on-line pela Wizards of the Coast. Ambas as revistas entraram em hiato no final de 2013, com a última edição da Dungeon sendo a nº 221.